# Felsőatrak
Felsőatrak (szlovákul Horné Otrokovce) község Szlovákiában, a Nagyszombati kerületben, a Galgóci járásban.

## Fekvése
Galgóctól 10 km-re északkeletre fekszik.

## Története
1156-ban Otroc néven említik először. Neve a szláv otrok (= rabszolga) főnévből ered. Középkori temploma a Mindenszentek tiszteletére volt szentelve és 1397 előtt épült. 
1526-ban Wyffalwssy Mátyás 110 régi jó magyar pénzért eladja Felsewsook és Felsewattrak birtokait Marsoffalwa-i Marowczky Györgynek. Alvinczi-kúriáját 1693-ban említik.
Vályi András szerint "ATRAK. Felső Atrak. Hornye Otrokovcze. Tót falu Nyitra Vármegyében, birtokosa Bertalanfi, és más Uraságok, lakosai katolikusok, fekszik az előbenitöl nem meszsze, ’s Plébániája van az Esztergomi FőPüspökségben. Ambár fája tűzre határjában elég, ’s gyümötsös kertyei is vagynak; de mivel földgye sovány, és a’ Záporok járják, legelője szoross, réttye pedig kevés, harmadik Osztálybéli."
A trianoni békeszerződésig Nyitra vármegye Galgóci járásához tartozott.

## Népessége
| Év:            | 1994. | 2004.   | 2014.   | 2024.   |
| -------------- | ----- | ------- | ------- | ------- |
| Emberek száma: | 904   | 897     | 865     | 893     |
| Eltérés:       |       | -0,77 % | -3,56 % | +3,23 % |

| Év:            | 2023. | 2024.   |
| -------------- | ----- | ------- |
| Emberek száma: | 901   | 893     |
| Eltérés:       |       | -0,88 % |

1910-ben 573, többségben szlovák lakosa volt, jelentős magyar kisebbséggel.
2001-ben 890 lakosából 881 szlovák volt.
2011-ben 858 lakosából 844 szlovák.

## Nevezetességei
- Szent Imre herceg tiszteletére szentelt római katolikus temploma 1695 körül épült, mai formáját 1882-ben, az átépítés után nyerte el.
- A Hétfájdalmú Szűzanya tiszteletére szentelt kápolnája.
- 18. századi barokk-klasszicista kastélya.

## Külső hivatkozások
- Községinfó
- Felsőatrak Szlovákia térképén
- A plébánia honlapja
- E-obce.sk